# Platyhystrix rugosus
Il platiistrice (che significa dalla membrana piatta fatta di tessuto) (gen. Platyhystrix) è un anfibio estinto, vissuto nel Permiano inferiore, circa 300-280 milioni di anni fa. I suoi resti sono stati rinvenuti nel Texas.
Si tratta di un anfibio che si adattò rapidamente al nuovo clima caldo-umido subentranto dal Carbonifero al Permiano.

## Ben protetto
Molti dei primi rettili che apparvero nel Permiano inferiore, cacciavano il Platyhystrix. Questo, in realtà, non era totalmente indifeso: il suo dorso era ricoperto da una robusta corazza di piastre ossee.

## Una salamandra con la "vela"
L'aspetto di questo anfibio, lungo meno di un metro, era davvero strano: le vertebre dorsali erano straordinariamente allungate, e con tutta probabilità andavano a reggere, nell'animale in vita, una spettacolare vela acuminata e ricoperta di pelle; questa struttura, forse, aveva le funzioni di termoregolazione corporea, e altri animali vissuti nello stesso ambiente, come i pelicosauri Dimetrodon ed Edaphosaurus, erano dotati di una simile “vela dorsale”, che serviva, appunto, a catturare il calore solare mattutino, grazie al quale si riscaldava e si manteneva attivo; in questo modo il Platyhystrix, era in grado di muoversi in tempo quando i suoi nemici, come l'Eryops, erano ancora freddi e poco attivi. Il dorso del Platyhystrix era ricoperto inoltre da una spessa corazza, simile a quella del suo stretto parente, il Cacops. Il cranio era grosso e robusto ed il corpo era compatto. Le zampe, corte e forti, denotano un adattamento alla vita terrestre.

## Muso di ran
Da alcuni dei primi anfibi, si svilupparono gli antenati delle rane e dei rospi odierni.
Il Platyhystrix, infatti, aveva muso e zampe simili a quelle di una rana.